# Ammortamento a rate costanti
L'ammortamento "francese" prevede che le rate siano posticipate e che la somma ricevuta dal debitore all'inizio (t = 0) sia il valore attuale di una rendita a rate costanti. Ciascuna rata è comprensiva di parte del capitale (quota capitale) ed i relativi interessi (quota interessi) calcolati sul capitale residuo non ancora restituito (debito residuo). Tale metodo è alternativo ai metodi di calcolo con rata anticipata e ai metodi italiano e tedesco a quota capitale costante e rata variabile.

## Modalità di calcolo del piano di rimborso
Il piano di ammortamento "alla francese" o "a rate costanti" risulta realizzabile sia nel regime dell'interesse composto che, sotto alcune condizioni, nel regime dell'interesse semplice. Il metodo di gran lunga più utilizzato, che sarà anche quello qui analizzato, è quello che fa uso del regime dell'interesse composto: esso prevede il calcolo delle rate e di tutte le altre componenti del piano secondo il regime dell'interesse composto.
Secondo il metodo francese la quota di interessi è più alta nel primo periodo e decresce nel corso dell'ammortamento, mentre, al contrario, la quota di capitale è più bassa all'inizio e cresce progressivamente (secondo una legge di progressione geometrica che è tipica della capitalizzazione composta). Per questo motivo l'ammortamento francese è anche detto "progressivo".
La specifica composizione delle due quote che compongono la rata determina una rata costante, ossia di importo sempre uguale per tutta la durata dell'ammortamento. Per questo motivo l'ammortamento francese è anche detto "a rata costante".
Di seguito si analizzerà la struttura del piano a rata costante realizzato nel regime dell'interesse composto (che è quello normalmente utilizzato).
La formula che determina l'importo della rata è la seguente:
{\displaystyle (1)\ R=C{\frac {i}{1-1/(1+i)^{n}}}}
dove R è la rata, C il capitale iniziale, i il tasso di interesse sul capitale residuo ed n il numero di rate. Il tasso di interesse, solitamente annuale, va eventualmente riportato alla stessa cadenza delle rate (es. se mensili va diviso per 12, se semestrali per 2 e così via).
Ad ogni scadenza è anche possibile ricalcolare la rata ponendo C pari al debito residuo ed n pari al numero di rate non ancora scadute. In questo modo si otterrà sempre la stessa rata costante calcolata all'inizio.
Per l'attualizzazione delle rate deve essere soddisfatto il vincolo di equivalenza finanziaria che in questo caso equivale a scrivere la seguente:
{\displaystyle S=\sum _{k=1}^{n}C_{k}}
dove:
- S è il capitale prestato,
- {\displaystyle C_{k}} è la quota capitale relativa alla k-esima rata
- n il numero di rate

Considerando che l'importo attualizzato della quota capitale {\displaystyle C_{k}} è
{\displaystyle R=C_{k}(1+i)^{(n-k+1)}}
dove:
- R è l'importo della rata,
- i il tasso di interesse nominale del periodo,
- l'indice k scorre dalla prima rata alla n-esima,
- n-k+1 è il numero di rate non ancora scadute,

Si ha che:
{\displaystyle (2):S=\sum _{k=1}^{n}{\frac {R}{(1+i)^{(n-k+1)}}}}
Da questa formula, noti capitale prestato, tasso di interesse nominale e numero di rate, è possibile calcolare R.
{\displaystyle C_{k}} corrisponde, dunque, alla quota capitale della k-esima rata:
{\displaystyle (3):C_{k}={\frac {R}{(1+i)^{(n-k+1)}}}}
Si desume dalla (3) che tra una quota e la precedente vale la seguente relazione:
{\displaystyle {\frac {C_{k}}{C_{k-1}}}=1+i}
Ne deriva che ciascuna quota capitale può essere scritta a partire dalla prima quota {\displaystyle C_{1}}:
{\displaystyle C_{k}=C_{k-1}(i+1)=...=C_{1}(1+i)^{k-1}} con k= 1,.., n.
Inoltre dalla (3) si ricava facilmente (impostando k=n):
{\displaystyle C_{n}={\frac {R}{1+i}}}
e impostando k=1:
{\displaystyle C_{1}={\frac {R}{(1+i)^{n}}}}
ne consegue per la quota capitale della rata k-esima:
{\displaystyle C_{k}=C_{1}(1+i)^{k-1}={\frac {R}{(1+i)^{n}}}(1+i)^{k-1}={\frac {R}{(1+i)^{(n-k+1)}}}}   con k= 1, 2,.., n.
A questo punto si può scrivere direttamente la formula per il debito residuo e quella per l'interesse in ciascun periodo k.
{\displaystyle D_{k}=\sum _{h=k+1}^{n}C_{h}=R\sum _{h=k+1}^{n}(1+i)^{-(n-h+1)}={\frac {R}{i}}\left[1-{\frac {1}{(1+i)^{n-k}}}\right]}  con k= 1, 2,.., n - 1
{\displaystyle I_{k}=R-C_{k}=R-{\frac {R}{(1+i)^{(n-k+1)}}}=R\left[1-{\frac {1}{(1+i)^{(n-k+1)}}}\right]}    con k= 1, 2,.., n.
Notare che in ogni periodo vale
{\displaystyle \displaystyle R=C_{k}+iD_{k-1}}    con k= 1, 2,.., n.
Dalla precedente formula risulta che la rata {\displaystyle R} è sempre la somma della quota capitale del periodo {\displaystyle k}, cioè {\displaystyle C_{k}}, più gli interessi sul debito residuo del periodo precedente, cioè {\displaystyle iD_{k-1}}. 
La formula (3) della quota capitale {\displaystyle C_{h}}
si ricava infatti risolvendo
{\displaystyle C_{k}=R-iD_{k-1}=R-iC+i\sum _{h=1}^{k-1}C_{h}}
La quota interessi prevale nella prima metà del mutuo, per la restante durata prevale la quota capitale. Pertanto, in assenza di clausole penali che limitino la possibilità, le estinzioni anticipate, sia parziali che totali, con mutui a tasso fisso, consentono un risparmio di interessi maggiore, in quanto nei primi anni è preponderante nella rata il rimborso degli interessi.
Dalle formule sopra è agevole constatare come ad ogni passaggio, il debito residuo risulti decrementato dell'importo della rata ed aumentato della quota interessi il che realizza proprio la capitalizzazione degli interessi.

## Calcolo dell'interesse totale
Dalla (1) del paragrafo precedente si può ottenere l'interesse totale in funzione del numero di rate {\displaystyle n}, del capitale iniziale {\displaystyle C} e del tasso {\displaystyle i} come:
{\displaystyle (4)\ I_{\Sigma }=n\cdot R-C=C\cdot \left[{\frac {n\cdot i}{1-(1+i)^{-n}}}-1\right]}
dove {\displaystyle n\cdot R} rappresenta il totale rimborsato, a cui si sottrae il capitale iniziale.

## Andamento dell'interesse totale
Le figure seguenti rappresentano un esempio di calcolo dell'interesse totale e della rata in funzione del numero di rate considerate ({\displaystyle n}) e del capitale iniziale ({\displaystyle C}), applicando le formule (1), (4) e considerando un TAN del {\displaystyle 5\%} ({\displaystyle i=41.67\%}).
Nel grafico, l'etichetta sui punti rappresenta la rata costante da rimborsare periodicamente {\displaystyle R}, l'asse x il capitale iniziale {\displaystyle C}, l'asse y l'interesse totale maturato alla fine del periodo di ammortamento {\displaystyle I_{\Sigma }}. La tabella inferiore riporta i dati utilizzati per generare il grafico.

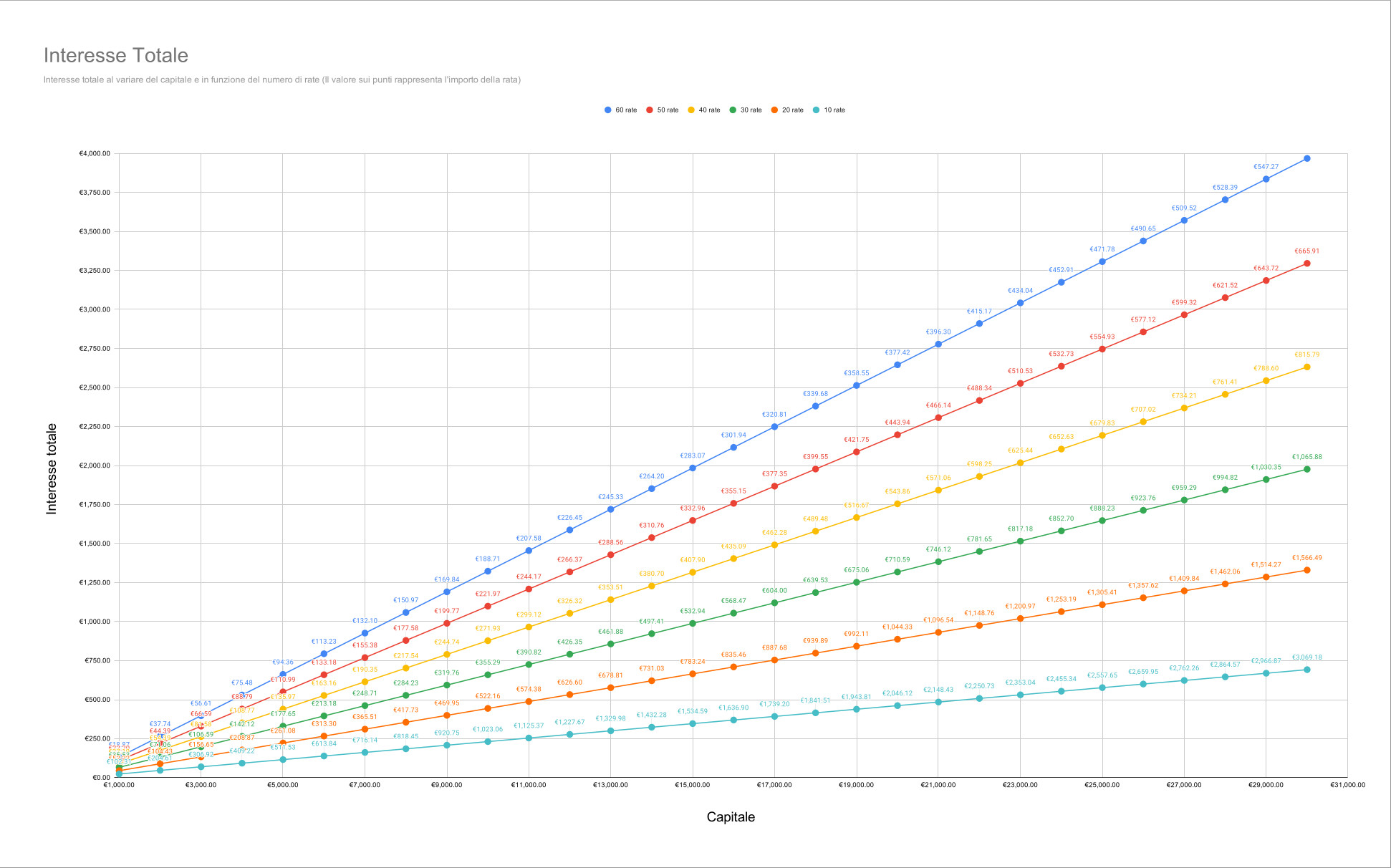

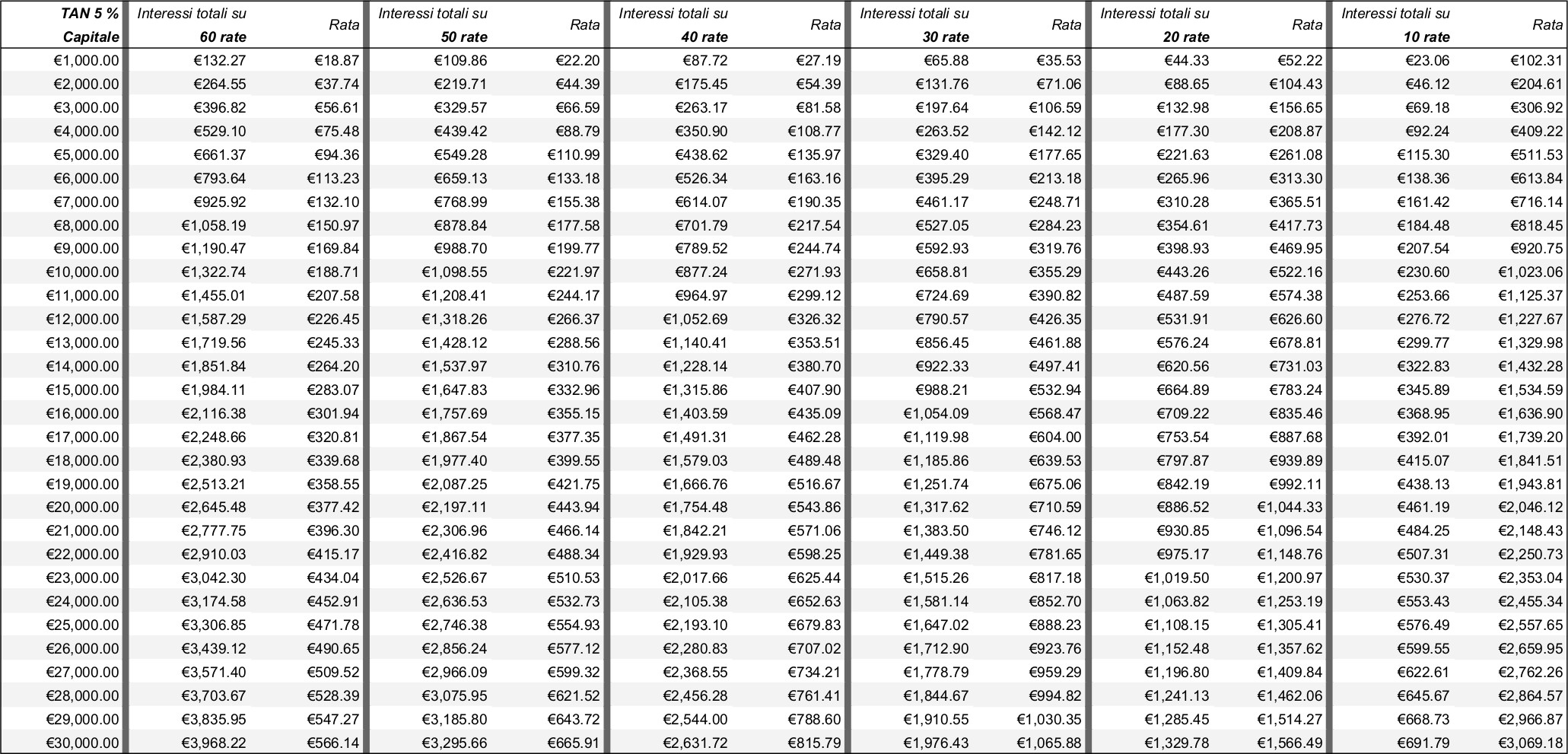
Calcolo degli interessi totali e della rata con ammortamento a rate costanti al variare del numero di rate totale e del capitale iniziale. TAN 5.00 %

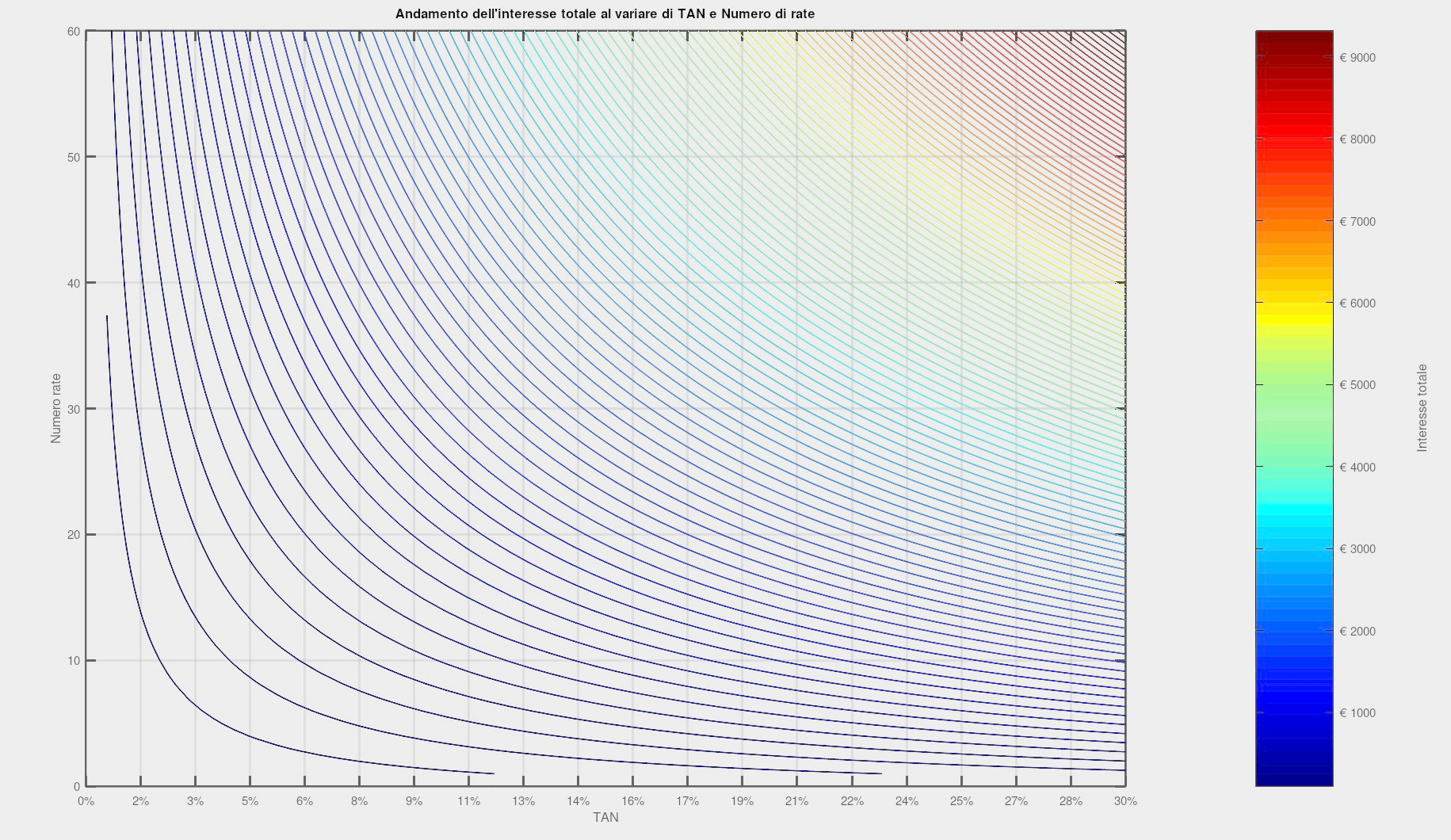
Andamento dell'interesse totale al variare di TAN e numero di rate. Capitale iniziale costante: 10,000 €

## Modalità alternative di ammortamento a rate quasi-costanti
Esistono mutui con ammortamento "francese", ma a tasso variabile. In questi casi la rata viene ricalcolata al variare del tasso di interesse e sulla base del debito residuo. Tuttavia, in considerazione di quanto detto sopra per il calcolo della rata, questa è una distorsione del metodo di ammortamento "francese", che si basa su un modello matematico a tasso fisso. Tale metodo di calcolo a rata variabile è di uso comune nei mutui immobiliari, i quali, essendo per loro natura di lunga durata, espongono le parti al rischio di oscillazione dei tassi di interesse.
Esistono inoltre mutui a rata costante (calcolata secondo la formula dell'ammortamento "francese") e a tasso variabile. In questi casi la durata dell'ammortamento non è predeterminata, e il mutuatario non sa precisamente quando sarà estinto il debito. Se i tassi di interesse crescono, aumenta la durata del mutuo. In quest'ultima modalità di calcolo, in assenza di tetti sul tasso di interesse praticato, il peso della quota interessi può raggiungere il totale del valore della rata, rendendo di fatto il prestito inestinguibile (non rimborsando mai quote di capitale).

## Calcolo numero di rate
Per il prestito alla francese si ha la seguente successione:
{\displaystyle (5):D_{0}=C}
{\displaystyle (6):D_{n}=(D_{n-1}*(1+i))-R}
In cui  {\displaystyle D_{0}} è il debito al tempo zero,nei paragrafi precedenti veniva rappresentato da {\displaystyle C}, {\displaystyle R} la rata del mutuo, {\displaystyle i} l'interesse e {\displaystyle k=(1+i)}.
Il numero di rate si ricava impostando {\displaystyle D_{n}=0}.
Per il caso particolare di {\displaystyle i=0} si ha:
{\displaystyle 0=D_{n-1}-R=D_{n-2}-R-R=C-NR}
di conseguenza
{\displaystyle (7):N=C/R}
Per {\displaystyle R=0} si ha:
{\displaystyle D_{n}=D_{n-1}*k=D_{n-2}*k^{2}=...=C*k^{n}}
e il debito diverge in maniera esponenziale.
Nel caso generale si ha:
{\displaystyle D_{n}=D_{n-1}*k-R}
{\displaystyle =(D_{n-2}*k-R)*k-R}
{\displaystyle =C*k^{n}-R*(k^{n-1}+k^{n-2}+...+k^{2}+k+1)}
Che dal punto di vista matematico equivale a dire di avere un debito esponenziale meno il credito che si sta creando con l'inserimento delle rate, al medesimo tasso di interesse.
{\displaystyle R*k^{n-1}} rappresenta la prima rata versata a cui viene corrisposto un credito a interesse esponenziale e {\displaystyle R} rappresenta l'ultima rata.
Continuando:
{\displaystyle 0=C*k^{n}-R\sum _{l=0}^{n-1}k^{l}}
Escludendo {\displaystyle k=1} che rappresenta l'interesse uguale a zero, formula (7),per la serie geometrica si ha:
{\displaystyle 0=C*k^{n}-R{\frac {1-k^{n}}{1-k}}}
Questa formula è equivalente alla formula (1).
Continuando con i calcoli per trovare {\displaystyle n} si ha:
{\displaystyle 0=C*k^{n}-C*k^{n+1}-R+R*k^{n}}
Che implica:
{\displaystyle R=C*k^{n}-C*k^{n+1}+R*k^{n}}
{\displaystyle {\frac {1}{k^{n}}}={\frac {C-C*k+R}{R}}}
{\displaystyle (1+i)^{n}={\frac {R}{R-i*C}}}
Che applicando il logaritmo e ricavando per {\displaystyle n} diventa:
{\displaystyle n=-{\frac {log({\frac {R-i*C}{R}})}{log(1+i)}}}.
che si può scrivere come:
{\displaystyle (8):n=-log_{1+i}({\frac {C_{1}}{R}})}
In cui {\displaystyle C_{1}}rappresenta la prima quota capitale.
Moltiplicando ambi i lati per la rata si ha il totale dovuto:
{\displaystyle I=-R*log_{k}({\frac {R-iC}{R}})}
Supponendo di avere fissare la rata {\displaystyle R} a 6000 annui e un tasso di interesse del 10% annuo
| Capitale richiesto | Anni per ripagare il mutuo | Capitale dovuto | Rapporto tra capitale dovuto e capitale richiesto |
| --- | --- | --- | --- |
| 10000 11000 12000 13000 14000 15000 16000 17000 18000 19000 20000 21000 22000 23000 24000 25000 26000 27000 28000 29000 30000 31000 32000 33000 34000 35000 36000 37000 38000 39000 40000 41000 42000 43000 44000 45000 46000 | 1,912928474 2,124896h465 2,341235236 2,562128841 2,787773208 3,018377187 3,25416371 3,495371084 3,742254444 3,995087369 4,25416371 4,519799637 4,792335965 5,072140778 5,359612424 5,655182918 5,959321856 6,272540897 6,595398946 6,928508152 7,272540897 7,628237967 7,996418154 8,377989611 8,773963347 9,185469371 9,613776133 10,06031411 10,52670461 11,01479534 11,52670461 12,06487686 12,63215332 13,23186275 13,86793984 14,54508179 15,26895905 | 11.477,57 12.749,38 14.047,41 15.372,77 16.726,64 18.110,26 19.524,98 20.972,23 22.453,53 23.970,52 25.524,98 27.118,80 28.754,02 30.432,84 32.157,67 33.931,10 35.755,93 37.635,25 39.572,39 41.571,05 43.635,25 45.769,43 47.978,51 50.267,94 52.643,78 55.112,82 57.682,66 60.361,88 63.160,23 66.088,77 69.160,23 72.389,26 75.792,92 79.391,18 83.207,64 87.270,49 91.613,75 | 1,147757 1,159034545 1,1706175 1,182520769 1,19476 1,207350667 1,22031125 1,233660588 1,247418333 1,261606316 1,276249 1,291371429 1,307000909 1,323166957 1,339902917 1,357244 1,375228077 1,393898148 1,413299643 1,433484483 1,454508333 1,476433226 1,499328438 1,523270909 1,548346471 1,574652 1,602296111 1,631402162 1,662111316 1,694583846 1,72900575 1,765591707 1,804593333 1,846306512 1,891082727 1,939344222 1,991603261 |

A parità di interesse e rata la differenza tra due debiti,  {\displaystyle C_{n}C_{l}} con {\displaystyle n>l} può essere essepressa come:
{\displaystyle \Delta _{n,l}=-R*log_{1+i}({\frac {R-i*(C_{n}-C_{l})*k^{l}}{R}})}
La formula significa che la differenza tra due debiti è data dalla differenza iniziale dei due debiti {\displaystyle (C_{n}-C_{l})*(1+i)^{l}} moltiplicata l'interesse elevato al numero di rate per cui si elimina il primo debito, il tutto da scontare a rate costanti.

## Controversie
La formula di attualizzazione (1) che determina l'importo della rata costante secondo il regime di calcolo dell'interesse composto è stata oggetto di controversie, perché secondo alcuni autori darebbe luogo ad anatocismo, inevitabile perché la quota interessi su ciascuna rata risulta determinata inglobando nel debito residuo gli interessi già pagati nei periodi precedenti. Per conseguenza, se si utilizza il regime composto per il calcolo della rata, l'anatocismo sarebbe inevitabile, così come sarebbe inevitabile in caso di utilizzo di leggi finanziarie alternative ma scindibili, al contrario del regime della capitalizzazione semplice che non genera anatocismo, in quanto caratterizzato da leggi finanziarie additive (e quindi non scindibili). Secondo questi autori sarebbe facilmente possibile verificare l'anatocismo maturato nel piano di ammortamento francese.
Altri autori contestano queste conclusioni sia dal punto di vista giuridico che da quello matematico-finanziario. Un punto fermo sulla questione è stato posto dalla commissione istituita 
dall'Associazione per la matematica applicata alle scienze economiche e sociali (AMASES) per analizzare il problema in una cornice integrata fra matematica e diritto e che ha pubblicato un position paper sull'argomento. In questo rapporto si dimostra che se un piano di ammortamento soddisfa alcune condizioni di regolarità (soddisfatte da tutti i piani di ammortamento standard, compresi l'ammortamento francese e quello italiano), [...] esso è perfettamente legittimo [...] rispetta pienamente tutti i principi chiave della normativa direttamente o indirettamente collegata al contratto di mutuo. In particolare, non è prevista la trasformazione di interessi scaduti e non pagati in debito aggiuntivo produttivo di interessi nei periodi successivi. Non vi è quindi violazione dell'art. 1283 CC, che dispone il divieto di anatocismo.